# دختر همسایه (شخصیت عروسکی)
دختر همسایه نام یکی از شخصیت‌های عروسکی مجوعهٔ کلاه‌قرمزی است که از ویژه‌برنامهٔ نوروزی کلاه‌قرمزی ۹۲ به شخصیت‌های این مجموعه افزوده شد.

## زندگی‌نامه و ویژگی‌های شخصیتی
دختر همسایه در واقع دختر خانواده‌ای در همسایگی خانهٔ آقای مجری است که چون معمولا مادرش سرگرم تماشای شبکه‌های تلویزیونی ماهواره‌ای یا فرستادن پیامک با دوستانش است او را به آقای مجری می‌سپرد. او تحت تأثیر برنامه‌های تلویزیونی که در ایران برای کودکان ساخته می‌شود و همچنین تعلیماتی که «خاله»ها یا مربیان مهدکودکش به کودکان می‌آموزند قرار گرفته و تکیه‌کلامش تکیه‌کلام این مربیان و مجریان است که از کودکان می‌خواهند با «دست و جیغ و هورا» چیزی را تأیید کنند. به همین صورت هم هست که این شخصیت هم مدام با گفتن چنین جمله‌ای انتظار همراهی دیگران را دارد.
از مجموعهٔ کلاه‌قرمزی ۹۳ به بعد خصوصیت دیگری نیز به شخصیت او افزوده شد که آن غیبت و نقلِ حرف‌های زنان خانواده‌شان در مورد «فرشته‌جون» است که گویا دختری‌ست در آستانهٔ ازدواج.

## عوامل
- طراح عروسک: مرضیه محبوب
- عروسک‌گردان: شیما بخشنده[۳]
- صداپیشه: نگار استخر

## نقد شخصیت
برخی از منتقدان حقوق زنان طراحی این شخصیت را بر پایهٔ کلیشه‌های جنسیتی سنتی می‌دانند و از آن انتقاد می‌کنند. بر اساس نظر این منتقدان شخصیت دختر همسایه که آن‌قدر کوچک است که ناخن‌هایش را هم نمی‌تواند خودش بگیرد با روسری ولی با گیسوان بلند وارد برنامه می‌شود و بی‌درنگ برای آقای مجری و مخاطبان داستان جهیزیهٔ فرشته‌خانم را تعریف می‌کند که به گفته مادرشوهرش «جهاز نیست، بی‌آبرویی است». آقای مجری از این مکالمه تنها برای یادآوری این نکته به بچه‌ها استفاده می‌کند که نباید خبرهای خانه را جایی برد و در مورد جهیزیه و فرشته‌خانم حرفی نمی‌زند.
این منتقدان همچنین نگاه سازندگان این برنامه به سبک زندگی خانوادگی این دختر را نقد می‌کنند که بر مبنای آن تمام مشکلات این کودک از آن‌جا ناشی می‌شود که مادرِش از کلیشه‌های جنسیتی سنتی پیروی نمی‌کند و کار می‌کند و خودش را وقف کودکش نمی‌کند و این‌طور نشان می‌دهند که این شاغل‌بودن عامل بسیاری از مشکلات درون خانه است به طوری که اگر زن تصمیم بگیرد به خانه و بچه‌داری بیشتر بپردازد همهٔ مشکلات و کمبودها برطرف می‌شوند.

## پی‌نوشت
1. ↑  طمهاسب، جبلی و  استخر، کلاه‌قرمزی ۹۳.
2. 1 2 3 4  افضلی، راد و  فرشیدی، کلاه‌قرمزی، دختر همسایه، دوره و....
3. ↑  بیوگرافی شیما بخشنده.